# 国鉄タキ7300形貨車 (初代)
国鉄タキ7300形貨車（こくてつタキ7300がたかしゃ）は、かつて日本国有鉄道（国鉄）及び1987年（昭和62年）4月の国鉄分割民営化後は日本貨物鉄道（JR貨物）に在籍した私有貨車（タンク車）である。

## 概要
タキ7300形は、1959年（昭和34年）3月24日から1966年（昭和41年）10月22日にかけて523両（コタキ7300 - コタキ7370、コタキ7374 - コタキ7397、コタキ17300 - コタキ17399、コタキ27300 -コ タキ27399、コタキ37300 - コタキ37399、コタキ47300 - コタキ47399、コタキ57300 - コタキ57327）が川崎車輛（308両）、日立製作所（215両）の2社にて製造された、35t積のセメント専用のタンク車である。
記号番号表記は特殊標記符号「コ」（全長 12 m 以下）を前置し「コタキ」と標記する。
落成時の所有者は磐城セメント、川崎セメント、東北開発、大阪セメント、電気化学工業、住友セメント、明星セメント、日立セメント、野沢石綿セメント、富士セメントであった。
普通鋼（一般構造用圧延鋼材）製のタンク体に初期車は3個、後期車は4個の積み込み口を持ち、荷役方式はエアスライド式であった。
本車は、その後のタキ1900形などの40t車の基本となった。
車体色は黒色、寸法関係はロットによる差異があり以下一例を示す。全長は10,800mm、全幅は2,474mm、全高は3,680mm、台車中心間距離は6,700mm、実容積は28.0m3、自重は16.0 - 17.5t、換算両数は積車5.5、空車1.6であり、台車はベッテンドルフ式のTR41Cであった。
1987年（昭和62年）4月の国鉄分割民営化時には81両の車籍がJR貨物に継承されたが、2001年（平成13年）度に最後まで在籍した22両が廃車となり同時に形式消滅となった。

### 年度別製造数
各年度による製造会社と両数、所有者は次のとおりである。（所有者は落成時の社名）
- 昭和33年度 - 6両
  - 川崎車輛 6両 磐城セメント（コタキ7300 - コタキ7305）
- 昭和34年度 - 55両
  - 川崎車輛 3両 磐城セメント（コタキ7306 - コタキ7308）
  - 川崎車輛 16両 磐城セメント（コタキ7309 - コタキ7324）
  - 川崎車輛 36両 川崎セメント（コタキ7325 - コタキ7360）
- 昭和35年度 - 34両
  - 川崎車輛 10両 川崎セメント（コタキ7361 - コタキ7370）
  - 川崎車輛 18両 磐城セメント（コタキ7374 - コタキ7391）
  - 川崎車輛 6両 磐城セメント（コタキ7392 - コタキ7397）
- 昭和36年度 - 16両
  - 川崎車輛 8両 磐城セメント（コタキ17300 - コタキ17307）
  - 川崎車輛 8両 磐城セメント（コタキ17308 - コタキ17315）
- 昭和37年度 - 116両
  - 川崎車輛 10両 磐城セメント（コタキ17316 - コタキ17325）
  - 川崎車輛 10両 磐城セメント（コタキ17326 - コタキ17335）
  - 川崎車輛 6両 東北開発（コタキ17336 - コタキ17341）
  - 川崎車輛 3両 磐城セメント（コタキ17342 - コタキ17344）
  - 川崎車輛 40両 磐城セメント（コタキ17345 - コタキ17384）
  - 川崎車輛 22両 磐城セメント（コタキ17385 - コタキ17399、コタキ27300 - コタキ27306）
  - 川崎車輛 25両 磐城セメント（コタキ27307 - コタキ27331）
- 昭和38年度 - 91両
  - 川崎車輛 15両 磐城セメント（コタキ27332 - コタキ27346）
  - 川崎車輛 11両 磐城セメント（コタキ27347 - コタキ27357）
  - 日立製作所 5両 大阪セメント（コタキ27358 - コタキ27362）
  - 日立製作所 4両 大阪セメント（コタキ27363 - コタキ27366）
  - 日立製作所 6両 大阪セメント（コタキ27367 - コタキ27372）
  - 日立製作所 7両 電気化学工業（コタキ27373 - コタキ27379）
  - 日立製作所 10両 電気化学工業（コタキ27380 - コタキ27389）
  - 日立製作所 8両 電気化学工業（コタキ27390 - コタキ27397）
  - 日立製作所 1両 電気化学工業（コタキ27398）
  - 日立製作所 4両 電気化学工業（コタキ27399、コタキ37300 - コタキ37302）
  - 川崎車輛 10両 住友セメント（コタキ37318 - コタキ37327）
  - 川崎車輛 10両 住友セメント（コタキ37328 - コタキ37337）
- 昭和39年度 - 140両
  - 川崎車輛 3両 住友セメント（コタキ37303 - コタキ37305）
  - 川崎車輛 5両 住友セメント（コタキ37306 - コタキ37310、コタキ37338 - コタキ37341）
  - 川崎車輛 1両 住友セメント（コタキ37311）
  - 川崎車輛 6両 住友セメント（コタキ37312 - コタキ37317）
  - 川崎車輛 10両 住友セメント（コタキ37338 - コタキ37341）
  - 日立製作所 4両 電気化学工業（コタキ37342 - コタキ37345）
  - 日立製作所 2両 電気化学工業（コタキ37346 - コタキ37347）
  - 日立製作所 3両 電気化学工業（コタキ37348 - コタキ37350）
  - 川崎車輛 4両 東北開発（コタキ37351 - コタキ37354）
  - 川崎車輛 6両 明星セメント（コタキ37355 - コタキ37360）
  - 日立製作所 1両 野沢石綿セメント（コタキ37361）
  - 日立製作所 3両 野沢石綿セメント（コタキ37362 - コタキ37364）
  - 日立製作所 6両 野沢石綿セメント（コタキ37365 - コタキ37370）
  - 日立製作所 6両 電気化学工業（コタキ37371 - コタキ37376）
  - 日立製作所 11両 電気化学工業（コタキ37377 - コタキ37387）
  - 日立製作所 11両 電気化学工業（コタキ37388 - コタキ37398）
  - 日立製作所 10両 電気化学工業（コタキ37399、コタキ47300 - コタキ47308）
  - 川崎車輛 6両 東北開発（コタキ47309 - コタキ47314）
  - 川崎車輛 1両 東北開発（コタキ47315）
  - 日立製作所 5両 日立セメント（コタキ47316 - コタキ47320）
  - 日立製作所 5両 日立セメント（コタキ47321 - コタキ47325）
  - 日立製作所 11両 電気化学工業（コタキ47326 - コタキ47338）
  - 日立製作所 3両 野沢石綿セメント（コタキ47339 - コタキ47341）
  - 日立製作所 12両 野沢石綿セメント（コタキ47342 - コタキ47353）
  - 日立製作所 5両 野沢石綿セメント（コタキ47354 - コタキ47358）
- 昭和40年度 - 56両
  - 日立製作所 10両 野沢石綿セメント（コタキ47359 - コタキ47368）
  - 日立製作所 5両 野沢石綿セメント（コタキ47369 - コタキ47373）
  - 日立製作所 15両 野沢石綿セメント（コタキ47374 - コタキ47388）
  - 日立製作所 18両 電気化学工業（コタキ47389 - コタキ47399、コタキ57300 - コタキ57306）
  - 日立製作所 8両 電気化学工業（コタキ57307 - コタキ57314）
- 昭和41年度 - 13両
  - 日立製作所 7両 富士セメント（コタキ57315 - コタキ57321）
  - 日立製作所 3両 大阪セメント（コタキ57322 - コタキ57324）
  - 日立製作所 3両 大阪セメント（コタキ57325 - コタキ57327）